# Congrès socialiste (France)
Pour les articles homonymes, voir Congrès (homonymie).

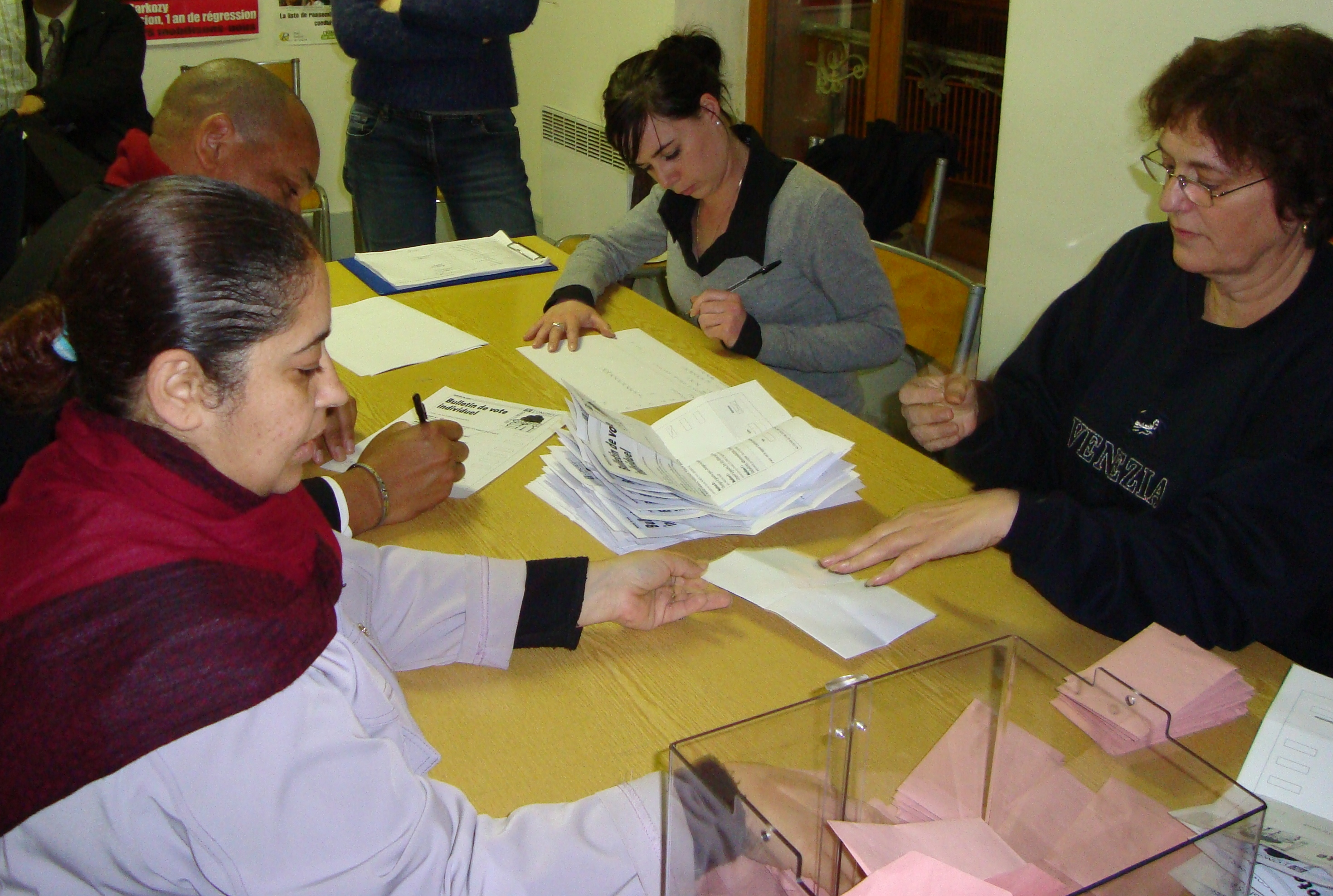
Dépouillement du vote des adhérents en vue du congrès socialiste de 2008.

Le congrès est la plus haute instance de la Section française de l'Internationale ouvrière de 1905 à 1969 puis du Parti socialiste depuis 1969. Le rôle du congrès est de fixer la ligne politique du parti et d'élire sa direction.
Le dernier congrès était le Congrès de Marseille en 2023 et le prochain congrès est le Congrès de Nancy en 2025.

## Congrès historiques
Certains congrès ont marqué profondément les socialistes français :
- Congrès du Globe de 1905, aussi appelé « Congrès de l'unité » : fondation de la SFIO par la fusion du Parti socialiste français de Jean Jaurès et du Parti socialiste de France de Jules Guesde ;
- Congrès de Tours de 1920 : la majorité des socialistes rejoignent l'Internationale communiste et créent la Section française de l'Internationale communiste (SFIC) alors que les minoritaires maintiennent la « Vieille maison » SFIO autour de Léon Blum ;
- Congrès de Paris de 1946 : Guy Mollet met en minorité la direction sortante de Daniel Mayer et Léon Blum en affirmant sa fidélité au marxisme et à la lutte des classes ;
- Congrès d'Issy-les-Moulineaux de 1969 : fondation du Parti socialiste par la fusion de la SFIO et de l'Union des groupes et clubs socialistes ;
- Congrès d'Épinay de 1971 ou « Congrès d'unification des socialistes » : deux ans après la création du Parti socialiste, François Mitterrand en prend la direction ;
- Congrès de Rennes de 1990 : aucune majorité ne parvient à émerger alors que Lionel Jospin et Laurent Fabius s'affrontent durement ;
- Congrès de Reims de 2008 : certaines figures de l'aile gauche se séparent du Parti comme Jean-Luc Mélenchon ou Marc Dolez, qui fondent ensemble le Parti de gauche.
- Congrès de Marseille de 2023 : Les résultats de l'élection du premier secrétaire Olivier Faure sont contestés par son opposant Nicolas Mayer-Rossignol, dans un contexte de tension entre la direction sortante et les opposants au sujet de la NUPES.

## Section française de l'Internationale ouvrière (1905-1969)
|     | Année | Lieu                      | Notes |
| --- | ----- | ------------------------- | --- |
| 1er | 1905  | Le Globe                  | « Congrès de l'unité » : fondation de la SFIO par la fusion du Parti socialiste français de Jean Jaurès et du Parti socialiste de France de Jules Guesde                                                    |
| 2e  | 1905  | Chalon-sur-Saône          | |
| 3e  | 1906  | Limoges                   | |
| 4e  | 1907  | Nancy                     | |
| 5e  | 1908  | Toulouse                  | |
| 6e  | 1909  | Saint-Étienne             | |
| 7e  | 1910  | Nîmes                     | |
| 7e  | 1910  | Paris                     | Seconde session du 7e congrès |
| 8e  | 1911  | Saint-Quentin-en-Yvelines | |
| 8e  | 1911  | Paris                     | Seconde session du 8e congrès |
| 9e  | 1912  | Lyon                      | |
| 9e  | 1912  | Paris                     | Seconde session du 9e congrès |
| 10e | 1913  | Brest                     | |
| 11e | 1914  | Amiens                    | |
| 11e | 1914  | Paris                     | Seconde session du 11e congrès |
| 12e | 1915  | Paris                     | |
| 13e | 1916  | Paris                     | |
| 14e | 1917  | Bordeaux                  | |
| 15e | 1918  | Paris                     | |
| 15e | 1918  | Paris                     | Seconde session du 15e congrès |
| 16e | 1919  | Paris                     | |
| 17e | 1920  | Strasbourg                | La SFIO se retire de la Deuxième Internationale, sans toutefois adhérer à la Troisième Internationale |
| 18e | 1920  | Tours                     | La majorité rejoint l'Internationale communiste et créent la Section française de l'Internationale communiste (SFIC) alors que les minoritaires maintiennent la « Vieille maison » SFIO autour de Léon Blum |
| 19e | 1921  | Paris                     | |
| 20e | 1923  | Lille                     | |
| 21e | 1924  | Marseille                 | Le congrès approuve la participation au Cartel des gauches |
| 22e | 1925  | Grenoble                  | |
| 23e | 1926  | Clermont-Ferrand          | |
| 24e | 1927  | Lyon                      | |
| 25e | 1928  | Toulouse                  | |
| 26e | 1929  | Nancy                     | |
| 26e | 1930  | Paris                     | Seconde session du 26e congrès |
| 27e | 1930  | Bordeaux                  | |
| 27e | 1931  | Paris                     | Seconde session du 28e congrès |
| 29e | 1932  | Paris                     | |
| 29e | 1932  | Avignon                   | Seconde session du 29e congrès |
| 30e | 1933  | Paris                     | |
| 31e | 1934  | Toulouse                  | |
| 32e | 1935  | Mulhouse                  | |
| 32e | 1935  | Limoges                   | Seconde session du 32e congrès |
| 32e | 1936  | Boulogne-Billancourt      | Troisième session du 32e congrès |
| 33e | 1936  | Paris                     | |
| 34e | 1937  | Marseille                 | |
| 35e | 1938  | Royan                     | |
| 35e | 1938  | Montrouge                 | Seconde session du 35e congrès |
| 36e | 1939  | Nantes                    | |
| *   | 1944  | Paris                     | Congrès national extraordinaire des cadres des fédérations socialistes reconstituées dans la Résistance |
| 37e | 1944  | Paris                     | |
| 38e | 1946  | Paris                     | Guy Mollet met en minorité la direction sortante de Daniel Mayer et Léon Blum |
| 39e | 1947  | Lyon                      | |
| 40e | 1948  | Paris                     | |
| 41e | 1949  | Paris                     | |
| 41e | 1949  | Paris                     | Seconde session du 41e congrès |
| 42e | 1950  | Paris                     | |
| 43e | 1951  | Paris                     | |
| 43e | 1951  | Paris                     | Seconde session du 43e congrès |
| 44e | 1952  | Montrouge                 | |
| 45e | 1953  | Asnières                  | |
| 45e | 1953  | Puteaux                   | Seconde session du 45e congrès |
| 46e | 1954  | Asnières                  | |
| 46e | 1954  | Suresnes                  | Seconde session du 46e congrès |
| 46e | 1955  | Puteaux                   | Troisième session du 46e congrès |
| 47e | 1955  | Asnières                  | |
| 48e | 1956  | Lille                     | |
| 49e | 1957  | Toulouse                  | |
| 50e | 1958  | Issy-les-Moulineaux       | |
| 51e | 1959  | Puteaux                   | |
| 52e | 1960  | Issy-les-Moulineaux       | |
| 52e | 1960  | Paris                     | Seconde session du 52e congrès |
| 53e | 1961  | Issy-les-Moulineaux       | |
| 53e | 1962  | Paris                     | Seconde session du 53e congrès |
| 54e | 1963  | Issy-les-Moulineaux       | |
| 54e | 1964  | Paris                     | Seconde session du 54e congrès |
| 55e | 1965  | Clichy                    | |
| 55e | 1965  | Paris                     | Seconde session du 55e congrès |
| 55e | 1966  | Paris                     | Troisième session du 55e congrès |
| 56e | 1967  | Suresnes                  | |
| 56e | 1968  | Paris                     | Seconde session du 56e congrès |
| 56e | 1968  | Puteaux                   | Troisième session du 56e congrès |

## Parti socialiste (depuis 1969)

### Organisation du congrès
Depuis 2010, un congrès est organisé dans les six mois qui suivent une élection présidentielle et à mi-mandat du quinquennat (auparavant un congrès avait lieu tous les trois ans). Un congrès extraordinaire peut être convoqué à tout moment.
Les congrès s'organisent autour de plusieurs textes d'orientation déposés par les différentes sensibilités du parti. Tout d'abord des contributions puis des motions constitutives des courants du PS. Une contribution générale consiste en un rassemblement d'idées qui sont soumis au débat et au vote des militants. Pour présenter une contribution générale il faut avoir l'accord d'au moins un membre du Conseil National. Les contributions générales peuvent ensuite fusionner pour faire ce qui s'appelle un motion. Les motions sont présentées au vote aux militants sans qu'il n'y ait de débat. Un conseil national du parti, dit « de synthèse », se réunit dans l'objectif de mettre à plat les différences et d'arriver à une motion unique. Si plusieurs motions se maintiennent, celles-ci sont soumises au vote des adhérents du parti.
Dans chaque section, les adhérents votent pour la motion de leur choix à bulletin secret : ce vote détermine à la proportionnelle la représentation de chacun des courants dans toutes les instances du parti : section locale, fédération départementale, délégués au congrès, conseil national, bureau national. Cette répartition à la proportionnelle, atypique dans les partis socialistes et sociaux-démocrates, est issue de l'histoire du parti, fusion de différentes organisations en 1969.
Lors de la réunion du congrès national, une synthèse entre les différentes motions peut avoir lieu afin de dégager une majorité : synthèse générale si toutes les motions y participent, synthèse partielle si seulement une partie d'entre elles en fait partie. Après le congrès, la composition du secrétariat national, l'exécutif du parti, est proposé par le premier secrétaire : le secrétariat national est issu de la motion ou de la synthèse majoritaire et n'est pas tenue par la règle de la représentation proportionnelle.
Le mode d'élection du premier secrétaire a varié au cours du temps. Jusqu'en 1995, le premier secrétaire était élu après le congrès par le comité directeur. Après 1995, le premier secrétaire est élu par les adhérents au suffrage uninominal à deux tours quelques jours après le congrès. À partir de 2012, l'élection se fait avant le congrès et le vote est couplé avec celui sur les motions : les premiers signataires des deux motions arrivées en tête sont candidats pour l'élection du premier secrétaire.

### Liste des congrès
|     | Année      | Lieu                | Premier secrétaire élu | Premier secrétaire élu     | Notes |
| --- | ---------- | ------------------- | --- | -------------------------- | --- |
| *   | Mai 1969   | Alfortville         | | Alain Savary               | Congrès fondateur du « Nouveau Parti socialiste ». Gaston Defferre est désigné candidat pour l'élection présidentielle de 1969. |
| 57e | Juil. 1969 | Issy-les-Moulineaux | Le PS-SFIO est renommé Parti socialiste et incorpore l'Union des groupes et clubs socialistes. | Alain Savary               | |
| 58e | 1971       | Épinay              | | François Mitterrand        | « Congrès d'unification des socialistes ». Adoption du mode de désignation proportionnel pour les instances du parti.           |
| 59e | 1973       | Grenoble            | | François Mitterrand        | |
| 60e | 1975       | Pau                 | Le PS se dit prêt à appliquer seul le programme commun dans le cas d'une rupture de l'union de la gauche par le PCF. | François Mitterrand        | |
| 61e | 1977       | Nantes              | | François Mitterrand        | |
| 62e | 1979       | Metz                | | François Mitterrand        | |
| *   | Jan. 1981  | Créteil             | | Lionel Jospin              | Congrès extraordinaire. François Mitterrand est désigné candidat pour l'élection présidentielle de 1981.                        |
| 63e | Oct. 1981  | Valence             | | Lionel Jospin              | |
| 64e | 1983       | Bourg-en-Bresse     | | Lionel Jospin              | |
| 65e | 1985       | Toulouse            | | Lionel Jospin              | |
| 66e | 1987       | Lille               | | Lionel Jospin              | |
| 67e | 1990       | Rennes              | | Pierre Mauroy              | Affrontement entre Lionel Jospin et Laurent Fabius. Aucune majorité ne parvient à se former.                                    |
| 68e | 1991       | L'Arche             | | Laurent Fabius             | Motion unique. |
| *   | 1992       | Bordeaux            | Pas de vote sur les motions. | Laurent Fabius             | |
| 69e | 1993       | Le Bourget          | | Michel Rocard              | |
| 70e | 1994       | Liévin              | | Henri Emmanuelli           | |
| 71e | 1997       | Brest               | | François Hollande          | |
| 72e | 2000       | Grenoble            | | François Hollande          | |
| 73e | 2003       | Dijon               | | François Hollande          | |
| 74e | 2005       | Le Mans             | Synthèse générale. | François Hollande          | |
| 75e | 2008       | Reims               | | Martine Aubry              | Affrontement entre Ségolène Royal, Bertrand Delanoë, Martine Aubry et Benoît Hamon. Aucune majorité ne parvient à se former.    |
| 76e | 2012       | Toulouse            | | Harlem Désir               | |
| 77e | 2015       | Poitiers            | | Jean-Christophe Cambadélis | |
| 78e | 2018       | Aubervilliers       | | Olivier Faure              | |
| 79e | 2021       | Villeurbanne        | Initialement prévu à l'automne 2020 est reporté en septembre 2021 à cause de la pandémie de Covid-19. | Olivier Faure              | |
| 80e | 2023       | Marseille           | Trois motions s'opposent avec comme point principal la participation à la NUPES. Polémiques à la suite de l'annonce du résultat du vote sur le Premier secrétaire. Mise en place d'une direction collégiale entre Olivier Faure, Nicolas Mayer-Rossignol et Johanna Rolland. | Olivier Faure              | |
| 81e | 2025       | Nancy               | | Olivier Faure              | |